# Норполов Едуард Доржійович
Едуард Доржійович Норполов (рос. Эдуард Доржиевич Норполов; 27 жовтня 1995, Цаган-Челутай, Росія — 4 жовтня 2022, Харківська область, Україна) — російський офіцер, старший лейтенант ЗС РФ. Герой Російської Федерації.

## Біографія
Син військовослужбовця. В 2013 році вступив в Далекосхідне вище загальновійськове командне училище. Після закінчення училища в 2018 році призначений командиром взводу 59-ї окремої мотострілецької бригади (з кінця 2018 року — 127-ї мотострілецької дивізії). Через півтора роки призначений командиром групи спеціального призначення 14-ї окремої бригади спеціального призначення. Учасник численних змагань з армійського рукопашного бою, кандидат в майстри спорту Росії з армійського рукопашного бою, рукопашного бою кікбоксингу та військового триборства.
З 24 лютого 2022 року брав участь у вторгненні в Україну. Учасник боїв за аеропорт Гостомеля і Чорнобильську АЕС. В квітні був призначений командиром 3-ї роти своєї бригади, бився на Харківському напрямку. З вересня — командир 1-ї роти. Був вбитий снайпером під час бою.

## Нагороди
- Численні спортивні нагороди
- Медаль Жукова (13 жовтня 2022, посмертно)
- Звання «Герой Російської Федерації» (14 грудня 2022, посмертно) — «за мужність і героїзм, проявлені під час виконання військового обов'язку.»

В ході вторгнення в Україну був представлений до нагородження медаллю «За відвагу» і тричі до ордена Мужності, але не був нагороджений.